# ムエタイマシン軍

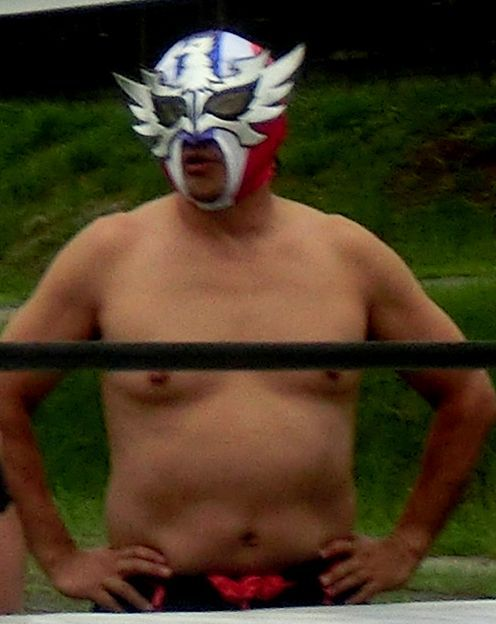
ムエタイキング

ムエタイマシン軍（Muay Thai Machine Army）は、シアタープロレス花鳥風月、および月闘のタッグチーム、ユニット。本稿では主に出場する構成員、ムエタイマシン2号についても記述する。

## 略歴
2015年4月18日、東京・王子神谷・シアター・バビロンの流れのほとりにてで行われた、「花鳥風月格闘技「月闘」第3章」にて、覆面キックボクサー（ムエタイ・ナックモエ）のムエタイ・マシン（のちの2号）がデビュー。細すぎる体で登場時は失笑を買うも、試合が始まるや鋭い蹴りで対戦相手の空手家・中川達彦を圧倒。
6月20日、「月闘」第4章ではムエタイ・マシン1号が瓦井寿也と対戦し勝利。ムエタイ・マシン2号が松本崇寿と対戦し敗北と増殖。また、セコンドとして同じマスク姿の3号と4号が付いた。
9月27日、東京・アサヒ アートスクエア大会では初めて月闘以外のプロレスルールの試合に現れ、ウルフ・スター☆＆ムエタイマシーン1号＆2号の覆面軍として、瓦井寿也＆中川達彦、HAMATANI組と対戦。対戦後に中川にムエタイパンツを無理やり贈呈。
その後はセコンドとして4人で現れることはあるものの、ムエタイマシン2号単独で試合することが増え、2016年2月14日・東京・スターライズタワー（旧・東京タワースタジオ）大会ではムエタイマシンのマスクを被った中川達彦が「ムエタイキング中川達彦」としてムエタイマシン2号とタッグを結成した。
2016年3月21日、東京・ディファ有明で行われるムエタイ大会「スック・ウィラサクレック XII（M-ONE）」に花鳥風月所属として「ムエタイマシーン」が参戦（対戦相手は植村真弥）。ムエタイの名を冠するレスラーがムエタイ大会に出る逆輸入参戦となる。階級はヘビー級（95kg）。試合は2R1分1秒でTKO負け。
5月22日、軍団内抗争である「30分バトルロイヤル　ムエタイ本物決定戦」がシアター・バビロンの流れのほとりにてにて行われ、ムエタイマシン2号が優勝。試合後にはプロムエタイ選手である、唐澤志陽を指名し、特別試合を行った。
9月22日、神奈川・ラジアントホール大会ではムエタイマシン軍として8人タッグマッチに登場。ムエタイ軍4人はムエタイマシンX、ムエタイマシンXX、ムエタイマシンXXX、ムエタイマシンXXXXとされた。
11月13日、東京・新宿フェイス「ムエローク 2016 4th」で「ムエタイマシーン」が再度ムエタイのリングに参戦。ビッグ・ラジャサクレックと対戦し勝利した。

## メンバー
- ムエタイキング中川達彦
- ムエタイマシン1号
- ムエタイマシン2号
- ムエタイマシン3号
- ムエタイマシン4号
- ムエタイゆーじる[8]
- ムエタイHAMATANI[8]
- マッチョムエタイ[8]
- ニセムエタイキング[11]
- ムエタイエース[12]

1号は身長体重不明。3号、4号は試合をしていないため不明。2号のみリングアナウンスによりプロフィールが明らかになっている。また、初期は中黒を入れたムエタイ・マシンの表記だったが、2016年現在の表記はムエタイマシンとなっている。